# الديابية (بني سويف)
قرية الديابية هي إحدى القرى التابعة لمركز الواسطى في محافظة بني سويف في جمهورية مصر العربية. حسب إحصاءات سنة 2006، بلغ إجمالي السكان في الديابية 7139 نسمة، منهم 3721 رجل و3418 امرأة.